# Vall Soana

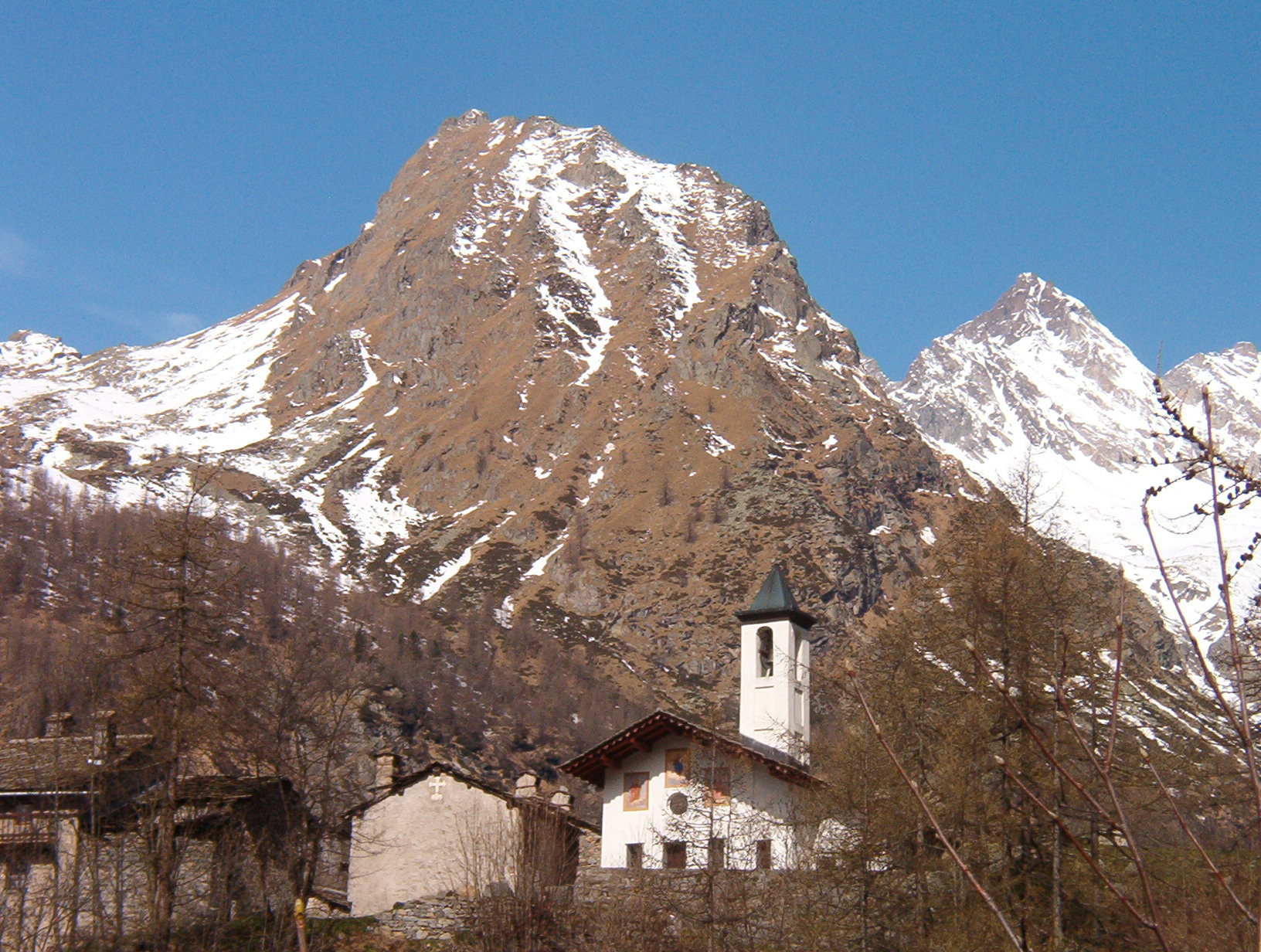
El Boschietto

La Vall Soana (arpità Vâl Soana) és una de les Valls arpitanes del Piemont. Es troba al vessant meridional del massís del Gran Paradiso entre la vall de l'Orco i la Vall Chiusella. Bona part de la vall es troba al Parc Nacional del Gran Paradiso

## Geografia
La vall s'ajunta a la vall de l'Orco a l'altura del Pont-Canavese i s'encaixa al vessant meridional del Gran Paradiso sotsdividint-se en valls petites. El torrent d'aigua més llarg és el Soana.

### Cims
Els cims principals de la vall són:
- Rosa dei Banchi - 3.164 m
- Punta Lavina - 3.308 m
- Torre del Gran San Pietro - 3.692 m.

### Valls secundàries
Dins la Vall de Soana hi ha tres valls secundàries
- Vallone di Forzo – deu el nom al torrent que el recorre, el Forzo. Hi ha les fraccions: Forzo (1.178 m), Boschietto (1.461 m). Idalt de tot hi ha el bivacco Pier Mario Davito (2.360 m). Al final hi ha el colle di Bardoney (2.833 m) i la Punta Lavina (3.308 m).
- Vallone di Campiglia - pren el nom de la fracció Campiglia Soana. Allò s'hi troba el Santuari de san Besso. Hi ha una antiga carretera de cacera feta construir pel rei Humbert I el 1897. Dal de la vall hi ha la fracció Azaria.
- Vallone di Piamprato - pren el nom de la fracció Piamprato. Condueix al Colle Larissaz (2.584 m) que el lliga amb la vall de Champorcher.

## Municipis
El componen els municipis de Frassinetto, Ingria, Ronco Canavese i Valprato Soana. Altres localitats importants són Campiglia Soana i Piamprato.

## Llocs d'interès
És prou important el Santuari de san Besso situat a una altura de 2.016 metres a Campiglia Soana.

### Refugis alpins
Per a facilitar la sortida als cims de la vall i l'excursionisme d'alta muntanya, la vall és dotada d'alguns refugis alpins
- Refugi Bausano - 2.019 m (es troba dins l'estructura del Santuari de san Besso)
- Bivacco Pier Mario Davito - 2.360 m

Bivacco Gino Revelli - 2.610 m